# Swarupella andamanensis
Swarupella andamanensis is een mosdiertjessoort uit de familie van de Plumatellidae. De wetenschappelijke naam van de soort is, als Plumatella andamensis, voor het eerst geldig gepubliceerd in 1961 door Rao.